# Vampire Blues
Vampire Blues è un film del 1999 diretto da Jesús Franco (come Jess Franco).
Film girato in video digitale facendo largo ricorso all'elaborazione elettronica dell'immagine, con una dominante cromatica tra il rosa e il rosso. Il dialogo è ridotto a pochissime battute, alcune delle quali tratte dal Dracula di Bram Stoker. Anche il numero dei personaggi è ridotto al minimo e il film ha la particolarità di limitare la presenza maschile alle comparsate dello stesso regista e di Pedro Temboury (pupillo di Franco e regista emergente del cinema spagnolo alternativo).
Per contro la musica - già presente nel titolo - accompagna il film pressoché da cima a fondo, al punto che i rari silenzi acquistano una valenza metafisica.

## Trama
Raquel Crosby, una turista americana, vaga per una località balneare della Spagna del sud, tra l'albergo, la spiaggia e i bazar, armata di macchina fotografica, cercando qualcosa che sia degno di essere immortalato. Quando alla solitudine subentra il sonno, la mente di Raquel è visitata da uno strano essere: una vampira dark di nome Irina von Murnau (nome che costituisce un omaggio a Friedrich Wilhelm Murnau), che la attira nella sua tana e la seduce. Recatasi in un bazar col proposito di comprare un cappello, Raquel vede una maglietta blu con l'immagine della vampira e subito la acquista, se la porta in spiaggia e schiaccia un pisolino tutta soddisfatta: ora l'oggetto dei suoi turbamenti è sotto controllo. Ma al risveglio si ritrova tra le mani una normale maglietta blu: l'immagine è svanita nel nulla.
Una sera Raquel incontra Marga, una maga veggente che percepisce il suo profondo malessere e si offre di aiutarla. Marga conosce bene la perfida Irina von Murnau e sa come debellarla. Conduce Raquel nella tana della vampira lesbica e finge di offrirle in dono la giovane vittima. Ma proprio mentre Irina von Murnau sta possedendo Raquel, Marga le infila brutalmente, da dietro, un enorme dildo nero. La vampira, in tilt, emette strani gemiti e infine cade sul letto senza vita. Grazie all'intervento della maga l'incubo è finito...
O no? Quando torna sulla spiaggia e sta per indossare la maglietta, Raquel scopre che l'immagine della vampira è riapparsa, con tanto di canini in bella vista, ma questa volta il volto è il suo!

## Versioni
Esistono due versioni. Quella montata dal regista è nota come la versione europea ed è stata edita in DVD in Spagna dalla Vellavision con l'aggiunta del doppiaggio spagnolo e con il titolo Los blues del vampiro.

Quella, molto più breve, montata dal produttore è nota come la versione americana e non è fedele all'idea di Franco.